# 氨甲酰天冬氨酸
氨甲酰天冬氨酸（英語：Carbamoyl aspartic acid）也称为脲基琥珀酸（英語：ureidosuccinic acid）是一种嘧啶生物合成过程中的一种氨基甲酸酯衍生物，由天冬氨酸转氨甲酰酶合成。